# Dermatemys mawii
La dermatemide di fiume (Dermatemys mawii Gray, 1847), chiamata nei Caraibi Jicotea, è un rettile dell'ordine delle Testudines. È l'unica specie del genere Dermatemys e unico rappresentante vivente della famiglia delle  Dermatemydidae. Vive nell'America centrale ed è lunga 50–65 cm.

## Descrizione

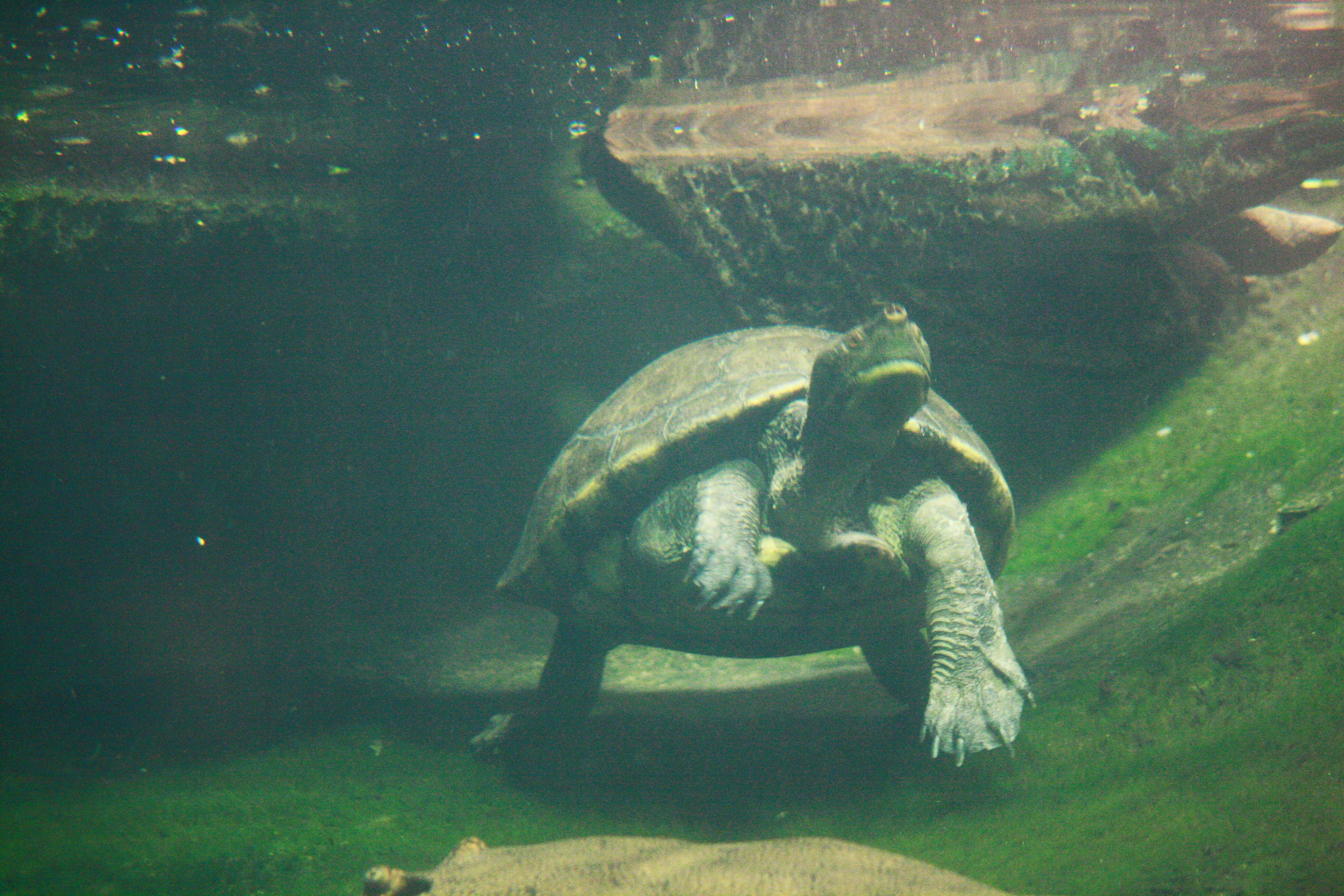
Tartaruga fluviale centroamericana nello Zoo di Praga

Questa testuggine olivastra a terra si muove con fatica; le zampe palmate e il guscio dalla forma idrodinamica sono infatti adattamenti specifici per il nuoto. Le femmine hanno la sommità del capo verde-oliva (nei maschi varia da gialla a marrone-rossiccio) e la coda molto corta.

## Biologia
In estate e in autunno depongono 6-20 uova sulle rive fangose dei fiumi, seppellendole o coprendole con materia vegetale in fermentazione. Mentre gli adulti sono erbivori, i giovani si nutrono anche di molluschi, crostacei e pesci. È predata dalle lontre e dall'uomo.

## Classificazione
La dermatemide è una testuggine dalla classificazione incerta. Per alcune caratteristiche ricorda i testudinoidi, e i suoi più stretti parenti sono esclusivamente fossili (ad esempio Baptemys). Si suppone che queste forme siano imparentate con la famiglia dei Kinosternidae.